# Grúzia történelme
Grúzia történelme során az első államalakulatok több mint háromezer éve, i.e. 1300 körül jöttek létre, a nyugat-grúziai Kolkhisz, majd a keleti Ibéria királyságainak megalakulásával. Az államok évszázadokon át az egymással vetélkedő Római Birodalom és Perzsia határvidékén, hol egyik, hol másik nagyhatalom befolyása alá kerültek. Az egységes Grúz Királyságot III. Bagrat hozta létre a 8-9. században. Az ország a 10-12. században IV. Dávid és Tamar királynő uralkodása idején sikeresen visszaverte a szeldzsukok támadásait és regionális középhatalommá nőtte ki magát. Aranykorának a mongol hódítás vetett végett a 13. század közepére. Grúzia 1490-re számos kis királyságra és fejedelemségre esett szét, amelyek sorra vagy az Oszmán Birodalom, vagy Perzsia Szafavida dinasztiája hajtott uralma alá. Évszázadokra ismét két nagyhatalom közötti frontrégióvá változott, míg a 18. század végére az Orosz Birodalom meg nem hódította a korábbi Grúz Királyság egész területét. Az első világháború után a Grúz Demokratikus Köztársaság rövid időre függetlenné tudott válni, de 1921-ben Szovjet-Oroszország ismét meghódította és 1922-1936 között mint a Kaukázusontúli Szovjet Köztársaság, majd utána mint Grúz SZSZK a Szovjetunió tagköztársaságává vált. 
A Szovjetunió szétesése után Grúzia 1991-ben vált ismét függetlenné. Az új állam egyik legfőbb problémájává Abházia és Dél-Oszétia autonóm köztársaságok függetlenségi törekvései váltak. A polgárháborúba a szakadárok oldalán Oroszország is beavatkozott és a két régió 1995 (Abházia) és 2008 (Dél-Oszétia) ún. befagyott konfliktuszóna, amelynek kormányát Oroszországon kívül csak egy maroknyi állam ismeri el. A független Grúzia első elnökét, Zviad Gamszahurdiát puccsal űzték el és a Szovjetunió volt külügyminisztere, Eduard Sevardnadze váltotta az ország élén. A mindent átható korrupció és gazdasági nehézségek miatt a rózsás forradalom lemondásra kényszerítette Sevardnadzét. Miheil Szaakasvili kormánya az Egyesült Államok és a NATO felé orientálódott és kiéleződött konfliktusa Oroszországgal, amely a 2008-as grúz–orosz háborúban kulminált.

## Őstörténet
A dél-grúziai Dmaniszi közelében talált 1,8 millió éves Homo erectus-koponyák nem csak az ország, hanem az egész Afrikán kívüli világ legrégebbi bizonyítékai az ember jelenlétére. Mintegy 400 egyéb barlangi vagy nyíltszíni lelőhelyen további, acheuli, moustieri és felső-kőkorszaki korokból származó leletre bukkantak; ezeknek kb. a fele a Fekete-tenger melletti régióban került elő. 
A mezőgazdaság első alkalmazása az i.e. 5-6000 év között megjelenő, neolitikus sulaveri-somui kultúrához köthető. Ezek az emberek obszidiánból készített eszközöket használtak, szarvasmarhát és sertést tartottak és különböző növényeket, többek között szőlőt termesztettek.
Ugyanez a kultúra kezdett el először fémtárgyakat használni Grúziában: többek között árakat és horgokat. A helyi fémmegmunkálásról árulkodnak az Imereti két barlangjában talált öntőformák. Az i.e. 4. évezred kezdetétől fogva a fémek használata Kelet-Grúziában és az egész dél-kaukázusi régióban is elterjedt.
A kelet-grúziai Imirisz-gora régióban az i.e. 5 évezredből származó településeket ástak ki, amelyek kerek vagy ovális alaprajzú, tornácos házakból álltak. A tetőt központi pillérek tartották, középen pedig egy füstlyuk nyílt a szabadba; ezek a jellegzetességek a hagyományos "darbazi" típusú grúz épületekben is megmaradtak. 

A Diaohi törzsszövetség területe

Az i.e. 4-3. évezredben a Kura-Araxész kultúra terjedt el Grúziában és Kisázsia keleti felén, amelyet a 2. évezredben a Trialeti-kultúra váltott fel. Ebből a korból Bestaseni és Ozni falvak mellett i.e. 4-3. évezredi települést, a kelet-grúziai Calkában pedig i.e. 2 évezredből származó sírokat ástak ki a régészek; mindezek fejlett építészeti kultúráról árulkodnak.
Az i.e. 12. századi urartui szövegekben megjelenik a térség egyik első ismert államkezdeménye, Diaohi törzsszövetsége, amely sikeresen ellenállt az asszírok portyáinak. I.e. 2100-750 között hol a hettiták, urartuiak, médek, protoperzsák vagy kimmerek szállták meg a térséget. Erre az időszakra teszik a proto-kartveli nép szétválását különböző ágakra, ekkor kezdtek létrejönni a szván, zan és kelet-kartveli nyelvjárások. Az ő modern leszármazottaik a (kelet-kartveli eredetű) grúz, szvan, mingréli és láz nyelvek (utóbbi kettő a zan dialektusból ered). A szvánok a mai Szvanetit és Abháziát, a zanok Szamegrelót, a kelet-kartvéliek pedig Kelet-Grúziát népesítették be. Az i.e 8. század végére kialakult Grúzia két, egymástól elkülönülő kulturális és államalkotó központja az ország nyugati és keleti felén. Létrejöttek az első valódi grúz államok: nyugaton Kolkhisz, keleten pedig Ibéria királyságai.

## Kolkhisz és Ibéria

Kolkhisz és Ibéria

Az i.e. 13. században létrejött egy második törzsszövetség a mai Nyugat-Grúzia területén, amely Kolkhisz királyságává fejlődött. Kolkhis volt ez első valódi grúz állam, sokáig a Fekete-tenger keleti partvidékén élő kartveli törzseket (mingréliket, lázokat, csanokat) összefoglalóan kolkhisziaknak nevezték.
Az ókori görögök ismerték Kolkhiszt, a közismert legendában Iaszón és az argonauták ide utaztak az aranygyapjúért. I.e. 1000 és 550 között a görögök számos kereskedőkolóniát alapítottak a Fekete-tenger keleti partján, többek között Naesszoszt, Dioszkuriaszt (a mai Szuhumi), Guenoszt, Phásziszt (a mai Poti), Apszaroszt és Rhizoszt (a mai Rize Törökországban). 
Kelet-Grúziában a különböző törzsszövetségek közül sokáig egyik sem tudott a többiek fölé kerekedni, míg végül i.e. 300 körül a Mcheta-környéki szövetség megalakította Kartli királyságát, amelyet nyugaton Ibériaként ismertek. Első uralkodója, I. Pharnavaz alapította a Pharnavaz-dinasztiát.
I.e. 653 és 333 között mind Kolkhisz, mind a leendő Ibéria népei kénytelenek voltak kiállni az iráni médek ismételt támadásait. Őket az Óperzsa Birodalom váltotta fel. Hérodotosz szerint a perzsák birodalma a Kaukázusig terjedt, de a húsz perzsa szatrapia között nem sorolja fel kolkhisziakat és nem szerepelnek I. Dáriusz vagy utódai feliratain sem. Xenophón Anabaszisza is függetlennek mondja Kolkhisz és Kelet-Pontus törzseit. Másrészt viszont Hérodotosz szerint a kolkhisziak és a pontusiak részt vettek Xerxész i.e. 481-es görögországi hadjáratában. Feltételezik, hogy a perzsák nem gyakoroltak tényleges hatalmat a Kaukázus környékén, de a helybeliek rendszeres időközönként ajándékokat szolgáltattak a nagykirálynak (Hérodotosz szerint ötévente száz fiút és lányt).
Az i.e 4. század végén Nagy Sándor hadai behatoltak Dél-Ibériába, de sem Kolkhisz, sem Ibéria nem képezte részét a makedón birodalomnak, vagy azt követő hellenisztikus utódállamoknak. A görög kulturális hatás azonban így jelentékenynek bizonyult és a kolkhiszi városokban sokan beszéltek görögül. Ibériában a görög hatás kevéssé érvényesült és inkább az arameus nyelv terjedt el.
Az I.e. 2. század eleje és az i.sz. 2. század vége között Kolkhisz, Ibéria és a környező népek a Római Birodalom és az olyan helyi középhatalmak, mint az Örmény és a Pontusi Királyságok hosszú hatalmai harcának színterévé lettek. I.e. 189-ben a gyorsan terjeszkedő Örményország elfoglalta Ibéria területének több mint a felét. I.e. 120-63 között az örményekkel szövetséges VI. Mithridatész pontusi király elfoglalta egész Kolkhiszt és betagozta azt a fekete-tenger északi és keleti partvidékét kitevő birodalmába.

## Római-perzsa vetélkedés

Lazica királysága

I.e. 65-ben a VI. Mithridatésszal hadban álló rómaiak Pompeius vezetésével bevonultak a pontusiakkal szövetséges Ibériába. Győzelmük után Pompeius megelégedett azzal, hogy kényszerű szövetségessé tette Artag ibériai királyt. 19 évvel később, i.e. 36-ban a rómaiak egy újabb kaukázusi hadjárat során kényszerítették II. Pharnavaz királyt, hogy csatlakozzon a Kaszpi-tenger mentén fekvő Albania elleni háborúhoz.
Valamivel korábban Pontus és Örményország egymással szövetségben nagy területeket hajtott uralma alá, nem kis mértékben a római szövetségesek kárára. I.e. 65-re azonban a nyugatról érkező római és délről jövő pártus támadások hatására elvesztették korábbi hódításaikat. Örményország római-pártus ütközőállammá vált, Pontust pedig a rómaiak teljes mértékben annektálták. Kolkhiszt Lazicum néven provinciává szervezték és legátusok kormányozták. 
A térség történetének következő 600 éve a római-perzsa (pártus, ill. Szászánida) hatalmi harcról szólt. A két nagyhatalom hosszas háborúkat vívott a Nyugat-Ázsia (Szíria, Mezopotámia, Örményország, Albánia, Ibéria) fölötti uralomért. Míg Kolkhiszt római tisztviselők kormányozták, Ibéria önként elfogadta a római védelmet. Egy Mcheta melletti felirat úgy említi I. Mihdrat (i.sz. 58-106) királyt, mint a cézárok barátját és a rómaiakat szerető ibériaiak királyát. I.sz. 75-ben Vespasianus császár segítséget nyújtott a Mcheta melletti Armazi megerődítéséhez. 

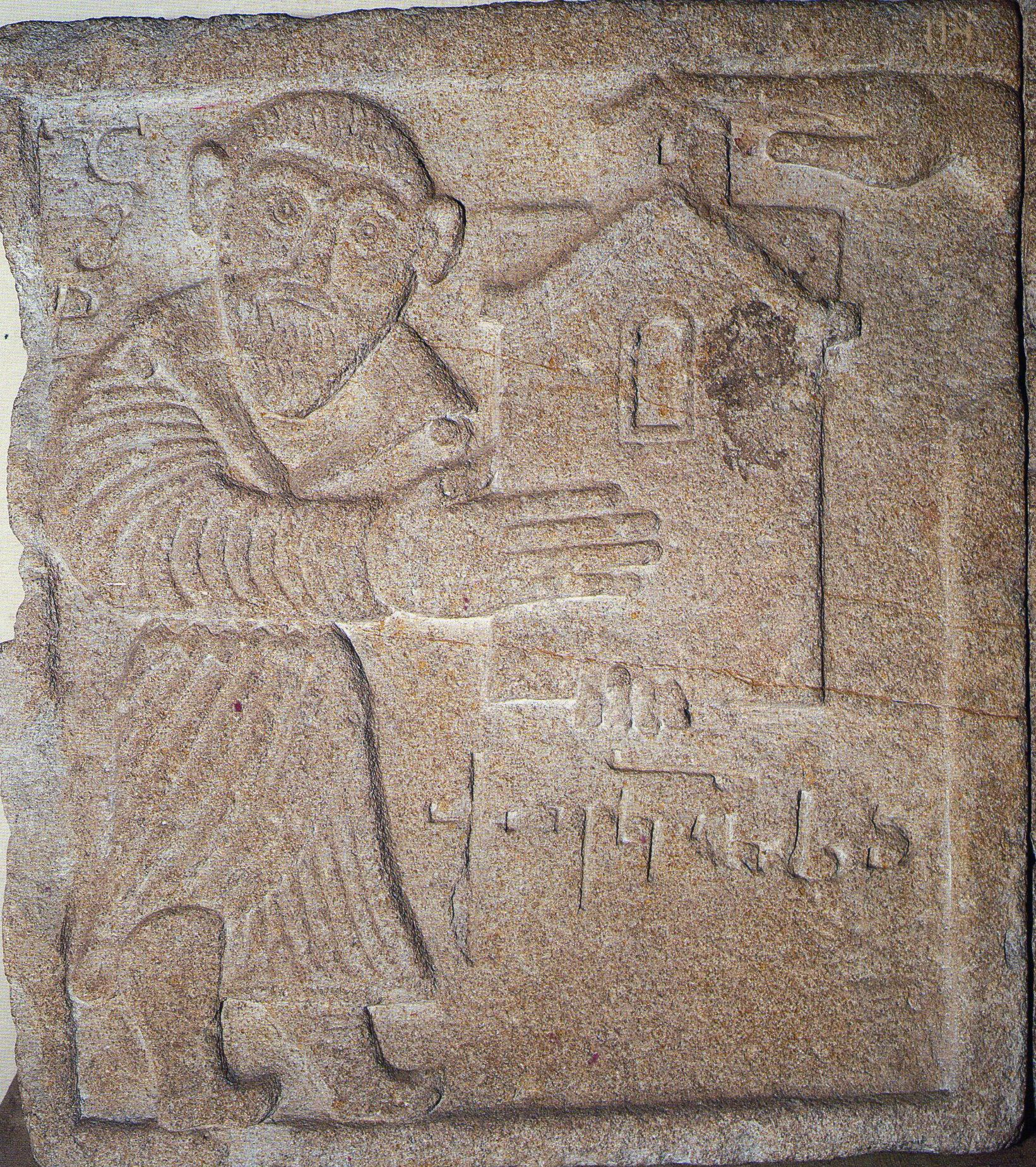
A Bagrationi-dinasztia első uralkodója, I. Asot (i.sz. 829)

A 2. században Ibériának sikerült megerősödnie, különösen II. Pharaszmanész idején, aki szakított a Rómától való függéssel és visszafoglalt valamennyit azokból a területekből, amelyeket korábban Örményország vett el tőle. A 3. század elején a Szászánidák elvették a rómaiaktól az Albánia és Örményország nagy része fölötti uralmat. Lazicum provincia némi autonómiát kapott, ami a század végére teljes függetlenséggé fejlődött: megalakult Lazica-Egriszi királysága. Ez a kis nyugat-grúziai állam több mint 250 évig állt fenn, míg a Bizánci Birodalom 562-ben nem annektálta. 
A perzsa II. Sápur idején (241-272) Ibéria a Szászánidák vazallusává vált. Kezdetben viszonyuk baráti volt és Ibéria csapatokat küldött a perzsák Róma elleni háborújához. III. Amazaszp ibériai király (260-265) a szászánida állam egyik főelőkelői címét is viselte, tehát nem fegyverrel engedelmességre kényszerített csatlós volt. A perzsák agresszívan terjesztették Ibériában a zoroasztriánus vallást is, amely valamikor 260-290 között vált jelentős tényezővé a kaukázusi államban. 
299-ben Galerius császár hadi sikereit követően a rómaiak előnyös békét kötöttek a perzsákkal és Ibéria vazallus államként ismét az ő fennhatóságuk alá került. Ekkor került trónjára a Hoszroida dinasztia első tagja, III. Mirian. 

## A kereszténység felvétele

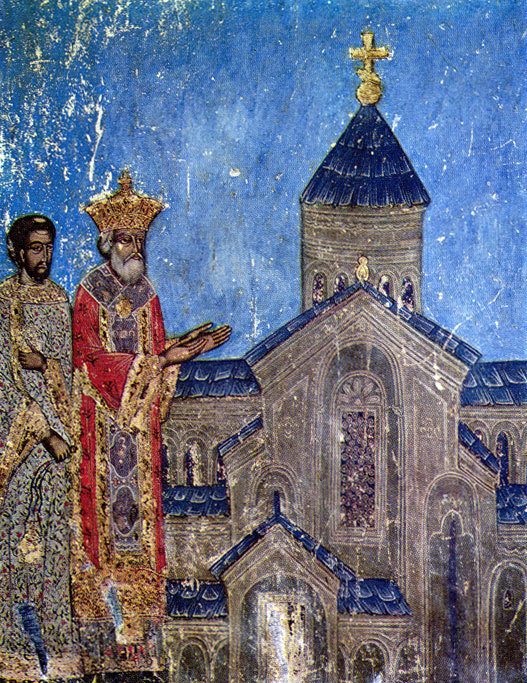
III. Mirian 324-ben államvallássá tette a kereszténységet

A kereszténység elterjedése előtt, az 1. században a Mithrász-kultusz és a zoroasztrianizmus terjedt el Ibériában. Különösen a szinkretikus jellegű Mithrász-vallás illeszkedett jól a helyi hiedelmekhez, főleg a Napkultuszhoz.
Ibéria az első államok között volt, amely államvallásként vezette be a kereszténységet. Ezt III. Mirian király tette meg 327-ben. A pontos dátum vita tárgya, mások szerint az áttérés 317-ben 319-ben, 324-ben vagy 330-ban történt. A Grúz királyi évkönyvek szerint az országot Kappadókiai Szent Nina térítette meg 330-ban, Nagy Konstantin uralkodása idején. A 4. század közepére Lazica királysága (a volt Kolkhisz) is felvette a kereszténységet. Ezzel a lépéssel a grúzok kulturálisan a Bizánci Birodalomhoz kötötték magukat.
363-ban "Hitehagyott" Iulianus császárt meghalt perzsiai hadjárata során, az Ibéria feletti politikai ellenőrzés pedig visszakerült a perzsákhoz. II. Aszpakurész király hűséget fogadott a perzsa uralkodónak. Negyven évvel később IV. Pharaszmanész (406-409) megpróbálta visszaállítani az ország autonómiáját és megtagadta az adófizetést. A szászánida király erre egy helytartót (pitiaxae) küldött Ibériába, aki az ország déli tartományát, Alsó-Kartlit közvetlen befolyása alá vonta és gyakorlatilag örökletes uralmat alakított ki. Bár formálisan a királyság része maradt, a tartomány a perzsa befolyás központjává vált. A szászánida uralkodók erőteljesen terjesztettek Zoroaszter tanait és az 5. század közepére a zoroasztrianizmus a kereszténység mellett Ibéria második hivatalos államvallásává vált.
Ibéria (vagy ahogyan egyre gyakrabban nevezték Kartli királysága) az 5. század végéig perzsa ellenőrzés alatt maradt. Ekkor I. Vahtang Gorgaszali herceg perzsaellenes felkelést robbantott ki, visszaállította az állam autonómiáját és királynak kiáltotta ki magát. Vahtang mind Perzsia, mind Bizánc ellen vezetett hadjáratokat, de erőfeszítései végül nem hoztak tartós sikert. 502-es halála után fia, Dacsi vette át a helyét, aki 54-ben elbukott a perzsákkal szemben és az ország ismét a szászánida birodalom részévé vált. IV. Hurmuz király 580-ban megszüntette az államot és perzsa tartománnyá degradálta, amelyet helytartó vezetett. A kartlii nemesség 582-ben Maurikiosz bizánci császárhoz fordult segítségért, de 591-ben Bizánc és Perzsia kiegyezett, hogy kettéosztják Ibériát: Mcheta az előbbihez, Tbiliszi az utóbbihoz került. A 7. század közepére a bizánci háborúk meggyengítették a Szászánida Birodalmat, amelyet 651-re megdöntöttek a muszlim arabok. Az északabbra fekvő Ibéria csak később került végleg arab uralom alá, a Tbiliszi Emirátus csak 736-ban jött létre.

## Grúzia egyesítése

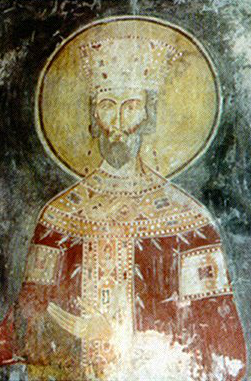
III. Bagrat, Grúzia egyesítője

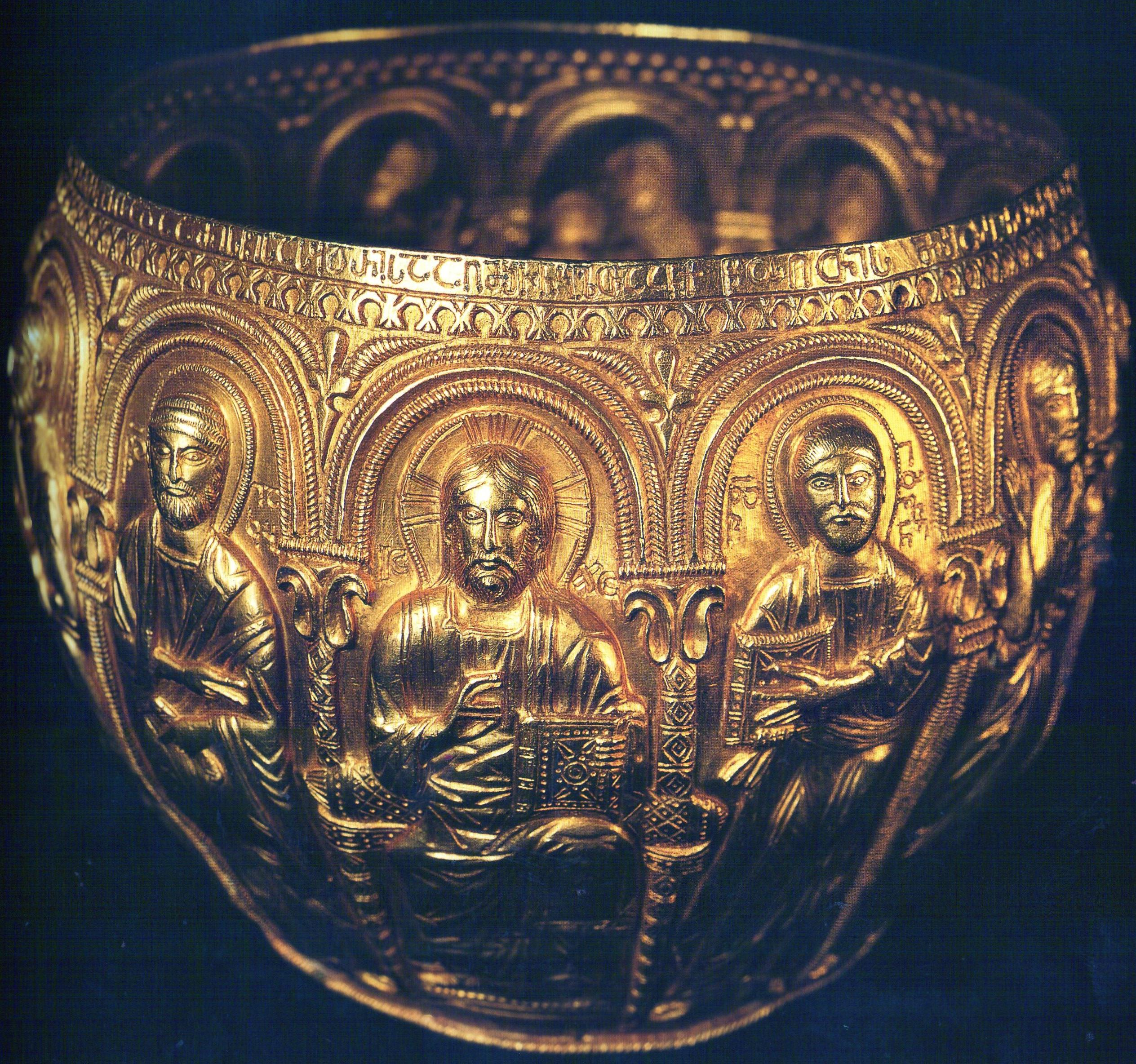
III. Bagrat kupája 999-ből

A 9. század első évtizedeiben megalakult egy új grúz állam, Tao-Klardzseti hercegsége. A Bagrationi-családból származó I. Asot Kuropalatész felszabadította az arab uralom alól a valamikori Dél-Ibériát, ezen belül Tao és Klardzseti hercegségeket, valamint a formálisan a Bizánci Birodalomhoz tartozó Savseti, Hihata, Szamche, Trialeti, Dzsavaheti és Asoci grófságokat A Bagrationok hivatalosan a kuropalatész bizánci címet viselték, a gyakorlatban azonban teljesen önálló politikát folytattak majdnem egy évszázadig. Az állam fővárosa Artanudzsi volt. Asot unokája, I. Dávid országához csatolta Theodosziopolisz (ma Erzurum) városát és Basziani örmény régiót, valamint kiterjesztette befolyását a szintén örmény Harki, Apahuni, Manzikert és Hlat tartományokra, amelyeket addig az arab Kajszita-dinasztia ellenőrzött. 
III. Dávid 976-ban meghódította Kartli-Ibéria grófságát, majd két évvel később fogadott fia és örököse, III. Bagrat számára biztosította Abházia trónját (amelynek addigi ura, III. Theoszodiusz meghalt). Dávid 1001-es halála után Bagrat megörökölte Tao-Klardzsetit, majd meghódítva a legkeletebbre fekvő Kahetit, a történelemben először egyesítette egész Grúziát. 
A 11. század második felében újabb fenyegetés ütötte fel a fejét, amikor a szeldzsuk törökök az 1040-es évek végére hatalmas kiterjedésű nomád birodalmat hoztak létre Közép-Ázsiában és Perzsiában. Az 1071-es manzikerti csatában a szeldzsukok döntő vereséget mértek az egyesült bizánci-örmény-grúz hadseregre. 1081-re egész Örményországot, Anatóliát, Mezopotámiát, Szíriát, valamint Grúzia nagy részét elfoglalták a szeldzsukok. Grúziában csak a hegyvidéki Abházia, Szvaneti, Racsa és Hevi-Hevszureti tudott ellenállni a hódítóknak és tudta befogadni a menekülteket. Az ország többi részén a nomádok elpusztították a városokat és erődítményeket, kirabolták a falvakat és lemészárolták a nemesek és a parasztok jelentős hányadát. Az 1080-as évek végére a megszállt területeken a grúzok úgy megfogyatkoztak, hogy kevesebben maradtak a hódítóknál.

## IV. Dávid és az ország visszafoglalása

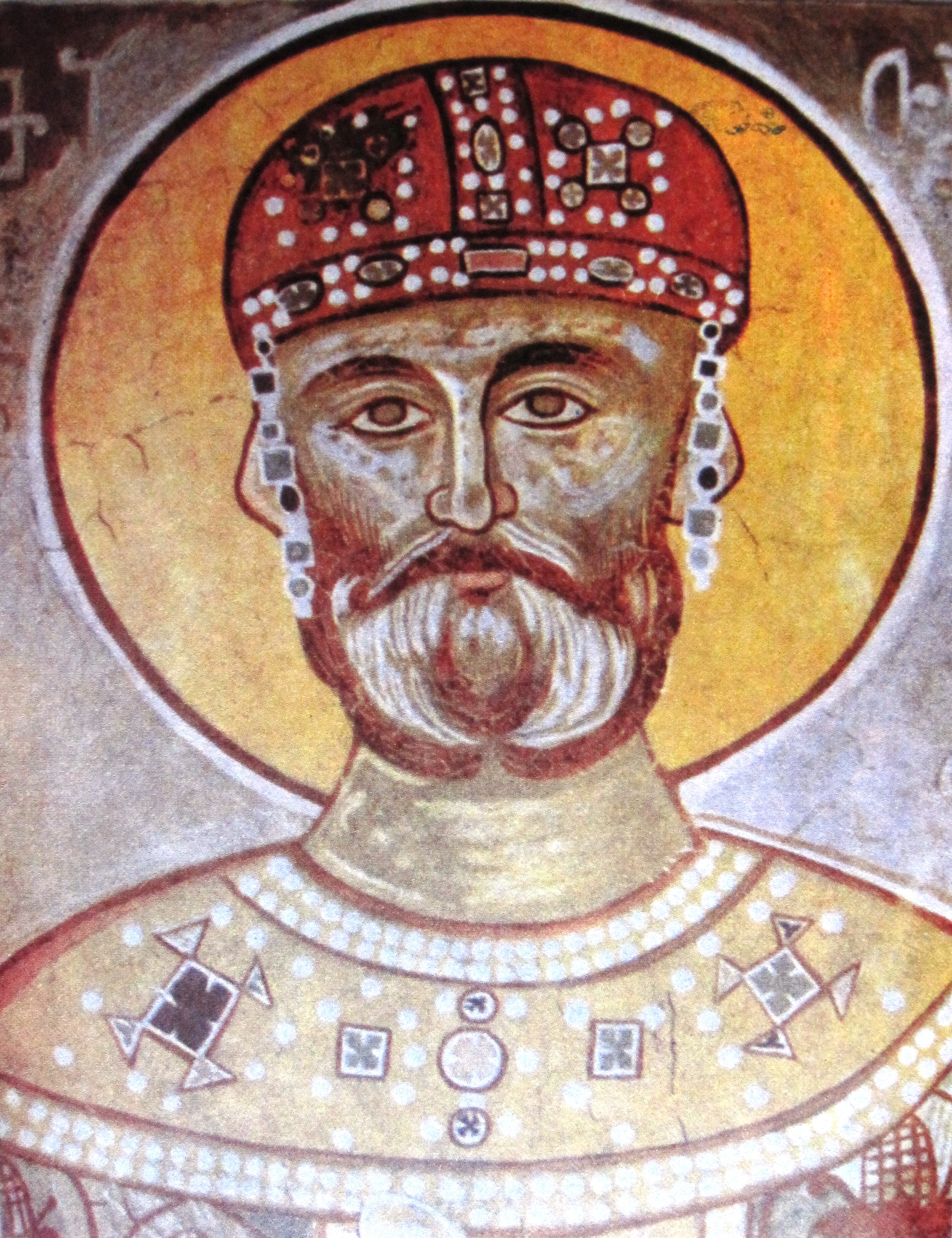
Építő Dávid, Grúzia egyik legjelentősebb királya

A Grúz Királyság IV. Dávid idején, 1124-ben

A szeldzsukok elleni harcot IV. Dávid vezette, aki 1089-ben apja, II. György lemondása után 16 évesen került Grúzia trónjára. Dávid felállított egy állandó hadsereget, amit a parasztok köréből sorozott milíciával egészített ki. Küzdelmét segítette, hogy 1096-ban elindult az első keresztes háború és a szeldzsukok Anatóliában és Szíriában voltak lekötve. 1099 végére Dávid amellett, hogy nem fizetett többé adót a szeldzsukoknak, visszafoglalta Grúzia nagy részét (Tbiliszi és Hereti kivételével). 1103-ban újjászervezte a grúz ortodox egyházat, amelyet szorosan az államszervezethez kötött; az érsek egyben koronakancellári címet viselt a királyi tanácsban. 1105-re visszafoglalta Heretit és sikeres betöréseket végzett a szeldzsukok lakta, a Kaszpi-tenger mentén fekvő Sirvan tartományba. 1110-1118 között sorra vette be a Tbiliszit körbevevő erődöket, míg a város elszigetelt enklávévá nem változott.
Mivel a háborúskodásban a grúz területek jórészt elnéptelenedtek, Dávid 1119-ben meghívta az Észak-Kaukázusban élő kipcsákokat, hogy telepedjenek le a visszahódított földön. 1120-ban az alánok is elismerték Dávidot hűbéruruknak és egy részük átkelve a Kaukázuson, Kartliban telepedett meg. A király hadseregében nyugat-európai (német, skandináv, olasz; általános gyűjtőnevükön "frank"), valamint a Kijevi Ruszból való zsoldosok is szolgáltak.
1121-ben II. Mahmud szeldzsuk szultán dzsihádot hirdetett a grúzok ellen és híres hadvezérét, Ilgázit küldte ellenük. A törökek jelentős létszámfölényben voltak, ennek ellenére a didgori csatában döntő vereséget szenvedtek. A következő évben Dávid elfoglalta Tbiliszit és kinevezte fővárosának. Három évvel később meghódította Sirvant, amelynek nyugati felén élő, még mindig keresztény többségű lakossága (a volt Albánia maradéka) csatlakozott a Grúz Királysághoz, a muszlim többségű török részből pedig vazallus államot hoztak létre. Még 1124-ben sikerült Örményország nagy részéről is kiűzni a szeldzsukokat és Dávid országához csatolta Észak-Örményországot is. Dávid (akit a grúz hagyomány az Építő melléknévvel ruházott fel) 1125-ben meghalt és utódjára egy erős regionális középhatalmat hagyott. 
A Dávidot követő I. Demeter, V. Dávid és III. György elődjük politikáját követve tovább terjeszkedtek, uralmuk alá hajtották a Kaukázus kisebb klánjait és törzseit, valamint megerősítették helyzetüket Sirvanban. Grúzia aranykora, legdicsőségesebb korszaka azonban Dávid ükunokájának, Tamar királynőnek a nevéhez kötődik.

## Tamar királynő és a grúz aranykor (1184–1213)

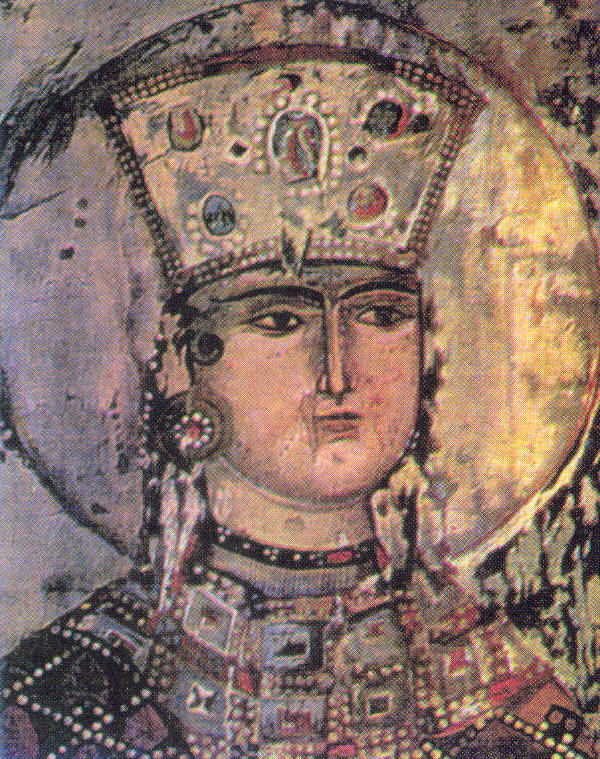
Tamar királynő

I. Tamar királynő uralkodása jelentette Grúzia hatalmának csúcspontját egész történelme során. Tamar hadseregei 1194–1204 között visszaverték a délről és délkeletről érkező török támadásokat és sikeres hadjáratokat folytattak Dél-Örményországba, amelyek eredményeképpen Karin, Erzindzsan, Khelat, Muş és Van városok grúz fennhatóság alá kerültek. Dél-Örményország gyakorlatilag a Grúz Királyság protektorátusává vált (bár a helyi török emírek helyükön maradhattak).
Miután 1204-ben a negyedik keresztes háború során Konstantinápoly elesett, Grúzia és Bulgária maradt a Kelet-Mediterráneum két legerősebb keresztény hatalma. A Bizánci Birodalom gyengeségét kihasználva, névleg rokonát, Alexiosz Komnénoszt támogatva Tamar megszállta a birodalom keleti fekete-tengeri partvidékét, amelyből a következő évben megalakították a Grúziától függő Trebizondi Császárságot. A következő években Északnyugat-Perzsiába (a mai Iráni-Azerbajdzsán) indított hadjáratokat, elfoglalva többek között Tabriz városát és a megszállt területet grúz protektorátus alá helyezte. Az uralkodónő teljes címe "Tamar, az abházok, kartvélek, ranok, kahok és örmények királynője, Sirvan-Sahin és Sak-in-Sahin, Kelet és Nyugat uralkodója" volt. 
A 12. század eleje és a 13. század eleje közötti időszakot - és különösen Tamar uralkodását - Grúzia aranykorának nevezik. A katonai sikereken és hódításokon túl jelentős fejlődést mutatott a építészet, az irodalom, a filozófia és a természettudomány.

## Mongol invázió és a Grúz Királyság hanyatlása
Az 1220-as évek végétől a Dél-Kaukázust és Kisázsiát sorra érték a mongol támadások. Bár a grúzok és az örmények kétségbeesetten védekeztek, a régió (Grúzia nagyobbik fele, egész Örményország és Közép-Anatólia) végül mongol uralom alá került. 
Ruszuda grúz királynő 1243-ban békét kötött a mongolokkal, amelyben lemondott a vazallus államok fölötti ellenőrzésről, átadta Nyugat-Sirvant és Nahicsevánt, adót fizetett a mongoloknak és beleegyezett, hogy a nomádok megszállják és gyakorlatilag uralják az ország megmaradt területének mintegy felét. Formálisan a megszállt Tbiliszi maradt a királyság fővárosa, de Ruszuda 1245-ös haláláig Kutaisziban maradt. A központi hatalom megrendülésével a helyi főurak kevésbé engedelmeskedtek a koronának és a déli Szamche tartomány hadurai külön egyezséget kötöttek a mongolokkal; 1266-ra gyakorlatilag el is szakadtak a királyságtól.
Az 1259 és 1330 közötti időszakot a mongol Ilhán Birodalomtól való függés enyhítéséért vívott harc jellemezte. Az első mongolellenes felkelést VI. Dávid király indította 1259-ben és gyakorlatilag közel harminc éven át folyt. A küzdelem tovább folyt II. Demeter (1270–1289) és VIII. Dávid (1293–1311) ideje alatt is, míg végül V. Györgynek (1314–1346) sikerült leráznia az ilhán igát, megtagadta az adófizetést, visszaállította Grúzia régi határait és ismét befolyása alá vonta a Trebizonti Császárságot. 
1386 és 1403 között Tamerlán (Timur) nyolc hadjáratot vezetett Grúziába, amelyek - Abházia és Szvaneti kivételével - teljesen feldúlták és elpusztították az ország gazdaságát, városait és lakosságát.

## Török-perzsa vetélkedés

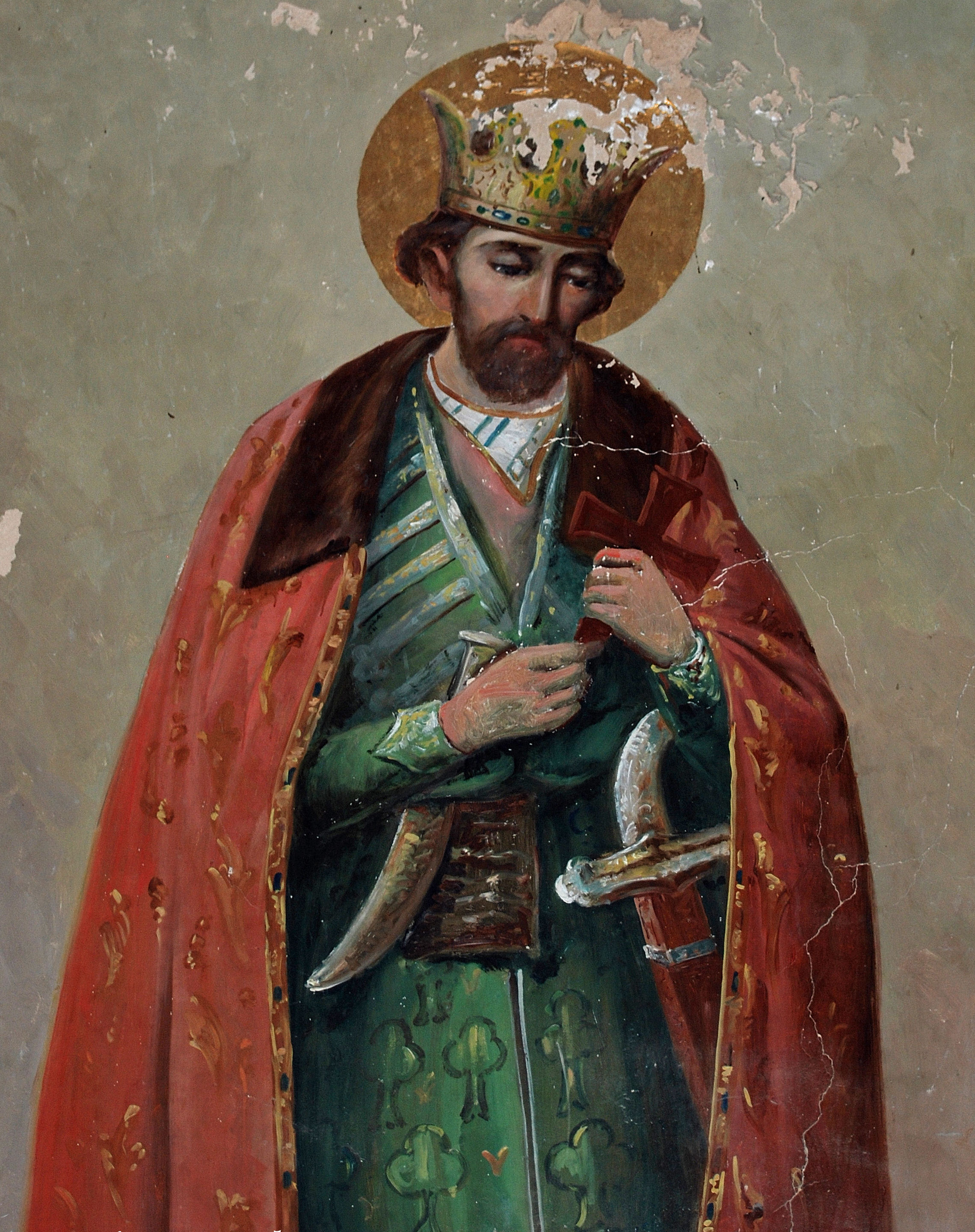
Az I. Abbász sah által kivégeztetett II. Luarszab, Kartli királya

A 15. században a kaukázusi régió környezete nemzetiségi, vallási és politikai szempontból is megváltozott. Ez idő alatt a Grúz Királyság belharcok dúlta, izolált keresztény szigetté vált a török-perzsa iszlám tengerében. A következő három évszázad során a grúz uralkodók hol az oszmán szultánok, hol a perzsa Szafavida-, Afsárida- vagy Kádzsár-dinasztiák sahjainak voltak a vazallusai. 
A 15. század közepétől kezdve Grúzia addigi szomszédai száz éven belül eltűntek a térképről. Konstantinápoly 1453-as eleste lezárta a Fekete-tenger egyetlen kijáratát, és a maradék keresztény államok elszigetelődtek az európai keresztény világtól; egyetlen kapcsolatként a Krím genovai kereskedővárosai maradtak. 
Mindezek eredményeképpen a Grúz Királyság gazdasági és politikai válságba került, amely során az 1460-as évek végére több apró államalakulatra esett szét: három királyságra (Kartli, Kaheti és Imereti) és öt fejedelemségre (Guria, Szvaneti, Meszheti, Abházia és Mingrelia).

A darabokra esett Grúzia 1490 után

A grúz államokat a 15. század végére nyugat felől az Oszmán Birodalom fenyegette, keleten pedig 1501-ben új nagyhatalom jelentkezett, a perzsa Szafavida dinasztia. A következő századokban Grúzia a két egymással ellenséges hatalom frontvonalán próbálta fenntartani létét. A 16. század elején Perzsia vazallusává tette Kelet-Grúziát. A török szultán és a perzsa 1555-ben a 23 éves háborút lezárandó, megkötötte az amaszjai békét, amelyben felosztották a grúz államokat: a nyugati Imereti az oszmánok, a keleti Kartli-Kaheti a perzsák befolyási zónájába került. A béke azonban csak addig tartott, amíg a törökök fölényben nem érezték magukat és 1578-ban Lala Musztafa pasa elfoglalta az egész Dél-Kaukázust. A Szafavidák a két évtizeddel később kitörő háborúban döntő győzelmet arattak és 1618-ban elcsatolták szinte a teljes grúz térséget.
A perzsa sah igyekezett permanenssé tenni hódítását és beintegrálni a grúz államokat birodalmába. Több mint százezer keresztényt Iránba telepítettek át, a helyükre pedig muzulmán nomádokat költöztettek. A grúzok több alkalommal fellázadtak, de felkeléseik elbuktak. Az arisztokrácia behódolt a perzsáknak, sokan közülük felvették az iszlámot. A 17. században az állandó háborúskodás miatt mind Kelet-, mind Nyugat-Grúzia nyomorba süllyedt. A pénzhasználat helyét ismét a cserekereskedelem vette át és a városok elnéptelenedtek. Jean Chardin francia utazó 1671-ben járt Mingreliában és feljegyezte a parasztok nyomorát, az arisztokrácia gőgjét és a papság tudatlanságát. A grúz uralkodók számára sokáig az egyetlen lehetőség az oszmán és perzsa urak közötti egyensúlyozás és az ezzel járó (névleges) iszlámra való áttérés maradt, míg a 18. század elején újabb nagyhatalom jelentkezett északon: az Orosz Birodalom.

## Orosz annexió

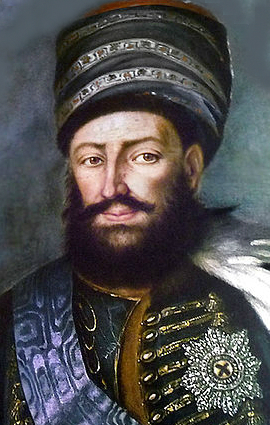
II. Erekle

A 18. század elején a legjelentősebb grúz állam, Kartli belső helyzete valamelyest javult, amikor VI. Vahtang gazdasági reformokat vezetett be és új törvénykönyvet íratott. Ebben az időben, 1709-ben alapították az első grúz nyelvű nyomdát is.
Szintén az 1700-as évek elején a Szafavidák birodalma belháborúba és káoszba merült, a lázadók Iszfahánt is elfoglalták. A törökök és az oroszok szomszédjuk gyengeségét kihasználva hadat üzentek és az 1724-es konstantinápolyi béke értelmében nagy területeket annektáltak Perzsiából. Grúziát két részre osztották. Az afsarida Nádir sah azonban 1735-ben kiűzte a törököket Kahetiből és hamarosan Grúzia nagy részén visszaállt a perzsa uralom. Kaheti ura, II. Tejmuraz és fia, Erekle a perzsák oldalára állt és kormányzóként rábízták a szomszédos Kartlit is. Amikor a grúz nemesség fellázadt a magas adók miatt, segítettek leverni a felkelést (nem kis részben azért, mert így elfojthatták a rivális trónkövetelők kezdeményezéseit) és jutalmul Nádir 1744-ben Ereklét Kaheti, Tejmurazt pedig Kartli trónjára ültette. A sah unokaöccse, a leendő Adil sah is Tejmuraz lányát, Ketevant vette feleségül.
Nádirt 1747-be meggyilkolták, Tejmuraz és Erekle pedig arra használta ki a belpolitikai válságot, hogy megerősítsék függetlenségüket és kiűzzék a perzsa helyőrségeket a két grúz állam kulcsfontosságú erődjeiből (beleértve Tbiliszit is). Szövetséget kötöttek Azerbajdzsán uraival, akik hajlandónak ígérkeztek elismerni Erekle fennhatóságát a Dél-Kaukázus keleti felén. A két grúz király 1752-ben követséget küldött Erzsébet orosz cárnőhöz és 3 ezer katonát kértek segítségül (vagy akkora összeget, amelyből cserkesz zsoldosokat fogadhatnak) a perzsák kiűzését és oroszpárti kormányzat felállítását ígérve. A követek azonban nem jártak sikerrel, mert Szentpétervár ekkor az európai eseményekkel volt elfoglalva.
1762-ben II. Tejmuraz maga utazott az orosz fővárosba, de ottani tartózkodása alatt meghalt. Utódja Erekle volt, aki így egyesítette Kartlit és Kahetit, létrehozva évszázadok óta az első egyesített grúz államot. A király az oroszoktól kért védelmet a török, de még inkább a perzsa támadások ellen. Katalin cárnő örömmel fogadta a grúzok szövetségét a törökökkel vívott háborúiban, de jelentős segítséget nem küldött nekik. 1769-1772 között Gottlieb Heinrich Totleben tábornok parancsnoksága alatt egy maréknyi orosz katona harcolt a törökök ellen Imeretiben. Erekle 1783-ban megkötötte a georgijevszki szerződést, amelyben Kartli-Kaheti Oroszország protektorátusává vált: a cárnő biztosította a grúz állam területi sérthetetlenségét és a Bagrationi-ház uralkodói jogait; cserébe a grúzok elveszítették a külpolitikájuk feletti ellenőrzést. Ez azt jelentette, hogy a trón örökösödése és más országokkal való kapcsolattartás csak Szentpétervár engedélyével történhetett. Amikor azonban 1787-ben kitört az orosz-török háború, Erekle külön megállapodást kötött az Oszmán Birodalommal, emiatt az oroszok kivonultak országából, védtelenül hagyva azt. 1795-ben aztán az új perzsa sah, Aga Mohamed, aki árulóknak tartotta a grúzokat az oroszokkal kötött megállapodás miatt, rájuk támadt, a krcaniszi csatában legyőzte őket és földig rombolta Tbiliszit.

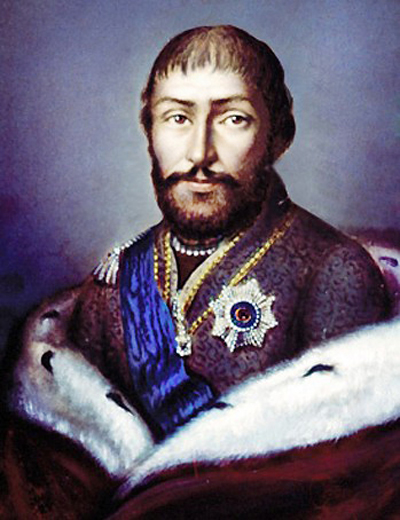
XII. György, az orosz cár által utolsóként megerősített grúz király

Néhány évvel később, Erekle 1798-as halálát követően polgárháború tört ki a trón utódlását illetően és az egyik fél az oroszok segítségét kérte. 1801 januárjában I. Pál cár, röviddel halála előtt aláírta a Grúzia Orosz Birodalomba való betagozásáról szóló rendeletet. Májusban Carl Heinrich Knorring tábornok bevonult az országba, trónfosztottnak nyilvánította David Batonisvilit, és orosz katonai kormányzást vezetett be. A grúz nemesség egy része tiltakozott a lépés ellen, ezért Knorring 1802 áprilisában Tbiliszi Szioni katedrálisában feleskette a nemességet az orosz cárra. Aki erre nem volt hajlandó, azt egy időre letartóztatták. Az új közigazgatási egység neve 1801-től Grúz kormányzóság (Gruzinszkaja gubernyija) lett, Tiflisz tartományi székvárossal.
1805 nyarán az Aszkerani folyónál az oroszok legyőzték a Grúziába betörő perzsa sereget, amelyet maga Fath-Ali sah vezetett. Perzsia véglegesen az 1813-as gulisztáni békében ismerte el, hogy elvesztette az általa évszázadokig uralt kaukázusi térséget. 1810-ben Oroszország megszállta és annektálta a nyugat-grúziai Imereti királyságát is. 1803 és 1878 között több török és perzsa hadjárat eredményeképpen az oroszok fokozatosan a többi grúz területet (Batumi, Atrvin, Ahalcihe és Poti városokat, valamint Abháziát) is megszerezték, így évszázadok óta először újraegyesítették Grúziát a birodalmukon belül.

## Az Orosz Birodalomban

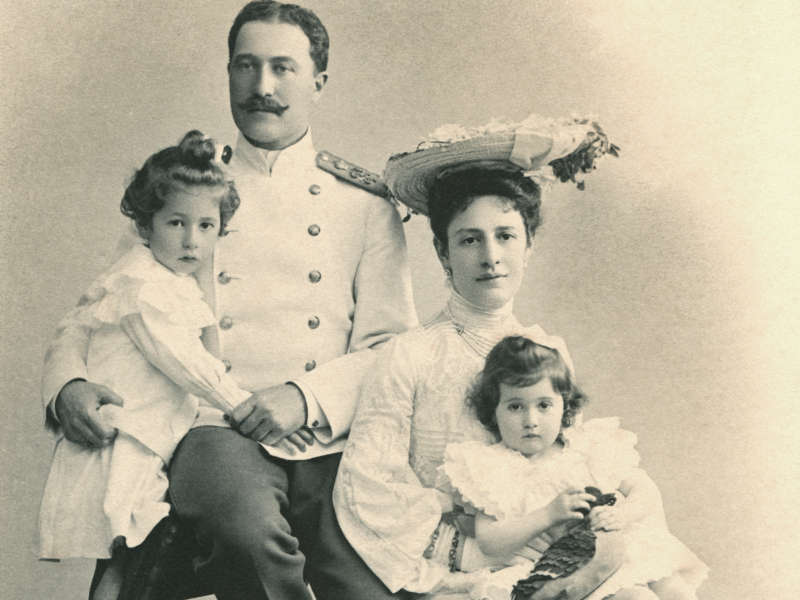
19. századi grúz nemesi család

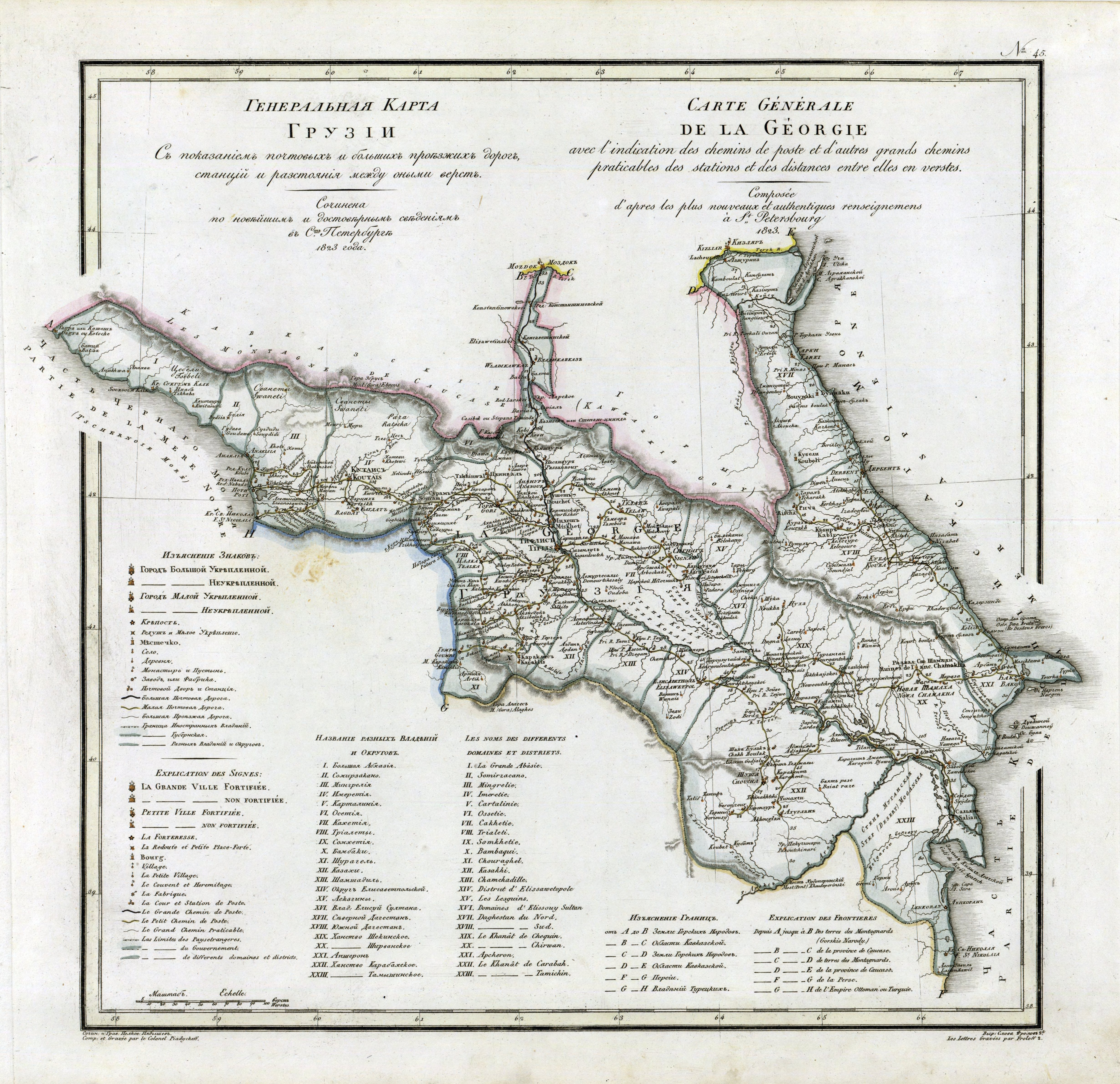
A Grúz kormányzóság (1823)

A grúz és az orosz társadalom sokban hasonlított: mindkettő az ortodox keresztény vallást követte és alapvetően jobbágyokból és nagybirtokos arisztokratákból állt. Az orosz hatóságok be kívánták integrálni Grúziát a birodalomba, de uralmuk sokáig önkényeskedőnek és a helyi problémák iránt érzéketlennek bizonyult. Emiatt 1832-ben a grúz nemesség összeesküvést szőtt ellenük, 1841-ben pedig Guriában fellázadtak a parasztok. A helyzet Mihail Voroncov kaukázusi helytartóvá való kinevezésével változott meg 1845-ben. Voroncovnak sikerült megnyernie a grúz nemességet, amely fokozatosan levedlette az évszázadok során megszokott iszlám iránti kulturális irányultságot és orosz mintára europizálódni kezdett. A jobbágyok élete alig változott, továbbra is nyomorban éltek és sokszor éhezésnek voltak kitéve. A városok kicsik voltak, a kevés ipar és a kereskedelem az örmények kezében volt. 
Oroszországban a cár 1861-ben eltörölte a jobbágyrendszert. Grúziára ez nem vonatkozott, mert az uralkodó nem akarta elveszíteni a jobbágyokból élő nemesség jóindulatát. Hosszas tárgyalások után 1864-ben kezdődött meg a feudális rendszer fokozatos fellazítása, amellyel azonban sem a nemesek, sem a parasztok nem voltak elégedettek; utóbbiak azért, mert nehéz helyzetükön az új törvények nem sokat enyhítettek; a nemesség pedig előjogainak elveszítése mellett egyre inkább tartott az erősödő, örmények dominálta városi középosztálytól. Elégedetlenségük vezetett a nemzeti önrendelkezési mozgalom kialakulásához a 19. század második felében. 

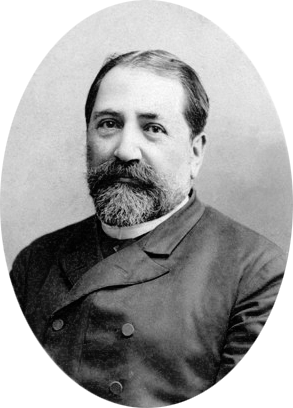
Ilia Csavcsavadze

A grúz nemzeti mozgalmat Ilia Csavcsavadze, világszerte elismert író, költő és szónok vezette. Csavcsavadze maga finanszírozta sok új iskola megnyitását és támogatta a nemzeti színházat. 1877-ben elindította az Iveria c. újságot, amely nagyban hozzájárult a grúz nemzeti öntudat felébresztéséhez. A mozgalom vezetésében további társai voltak Gieorgi Cereteli orientalista, Akaki Cereteli költő és az író Ivane Macsabeli, Niko Nikoladze, Alexander Kazbegi és Jakob Gogebasvili.
A 19. század utolsó évtizedeiben olyan új életre kelt a grúz irodalom, amilyenre a középkori Sota Rusztaveli óta nem volt példa. Maga Csavcsavadze egyaránt maradandót alkotott a lírikus költészet és a balladák terén, regényeket, elbeszéléseket, esszéket írt. Mellette a másik általánosan elismert irodalmár, "a grúz nép halhatatlan csalogánya", Akaki Cereteli volt. A többi 19. századi íróval és költővel együtt alapvetően járultak hozzá a grúz nemzeti megújhodáshoz és sokszor a modern Grúzia alapítóinak tekintik őket. 
Nagy felzúdulást váltott ki a grúz ortodox egyház önállóságának elvesztése. Az egyházat a pravoszlávok alá rendelték, oroszok vették át a grúz templomok és kolostorok vezetését, megtiltották a grúz nyelvű liturgiát.
Az 1905-ös oroszországi forradalomhoz kapcsolódva Grúzián is parasztfelkelés söpört át. A hatóságok politikai reformjai egy időre csökkentették a feszültségeket. Ebben az időben megerősödött és Grúzia politikai életének egyik legfontosabb szereplőjévé vált a marxista Szociáldemokrata Párt, amely a birodalmi parlamenti választáson az összes grúziai választókerületben nyert. Vezetője, Joszif Dzsugasvili (fedőnevén Sztálin) az összoroszországi bolsevik pártban is fontos pozíciót vívott ki magának.

## A Grúz Demokratikus Köztársaság (1918–1921)

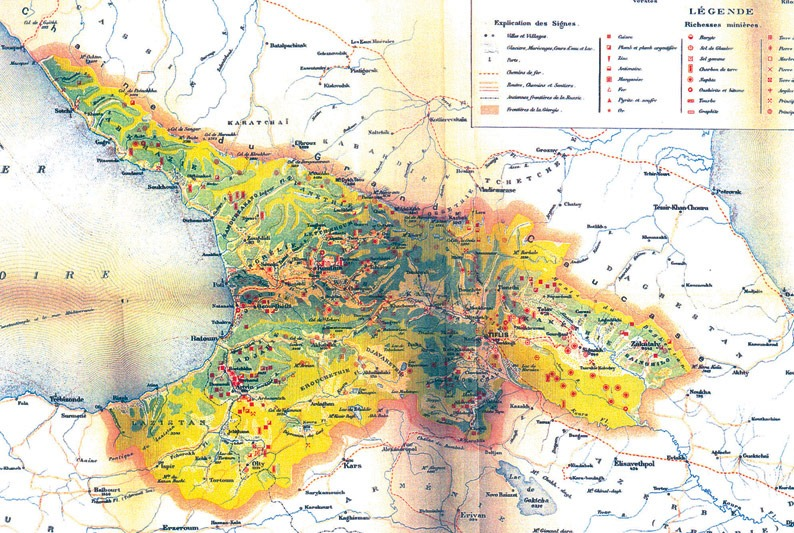
A Grúz Demokratikus Köztársaság

Az 1917-es októberi orosz forradalom után a birodalomban véres polgárháború vette kezdetét, a nemzetiségek pedig sorra kiáltották ki függetlenségüket. A Grúz Demokratikus Köztársaság 1918. május 26-án alakult meg, vezetését az Oroszországi Szociáldemokrata Munkáspárt mensevik frakciója adta, akik a bolsevikoktól eltérően többpártrendszert vezettek be. A köztársaságot a Lenin vezette Szovjet-Oroszország 1920-ban, a nyugati hatalmak 1921-ben ismerték el. 
Az első világháború utolsó hónapjaiban az újonnan megalakult grúz és örmény állam közösen harcolt az előrenyomuló török hadsereggel szemben. 1918 júniusában a grúzok megszállták a 75%-ban örmények lakta Lori tartományt, hogy megakadályozzák a törökök Tbiliszi elleni támadását. Az 1918. október 30-án megkötött mudroszi fegyverszünet után a törökök visszavonultak, a grúz katonák azonban maradtak. Irakli Cereteli grúz mensevik vezető bejelentette, hogy az örmények grúz állampolgárként nagyobb biztonságban lennének a török támadásokkal szemben és a kormány négyoldalú konferencia összehívását javasolta a kérdés megvitatására. Örményország ezt visszautasította. Decemberben lázadás kezdődött a tartományban, amely hamarosan a két ország közötti fegyveres konfliktussá eszkalálódott.
Az összecsapások egész decemberben folytak, de hamarosan patthelyzet állt elő és brit közvetítésre 1919. január 1-én fegyverszünetet kötöttek. A vitatott területeken kettős ellenőrzést vezettek be, majd a két ország új határvonalban egyezett meg. 
1921 februárjában a Vörös Hadsereg Grúziára támadt és rövid háború után megszállta az országot. A kormány külföldre menekült. Szórványos gerilla jellegű ellenállás után 1924-ben Kakuca Csolokasvili ezredes vezetésével nagyobb felkelés kezdődött, amelyet azonban kb. egy hét alatt levertek.

## Grúz Szovjet Szocialista Köztársaság (1921–1990)

A Grúz SZSZK címere

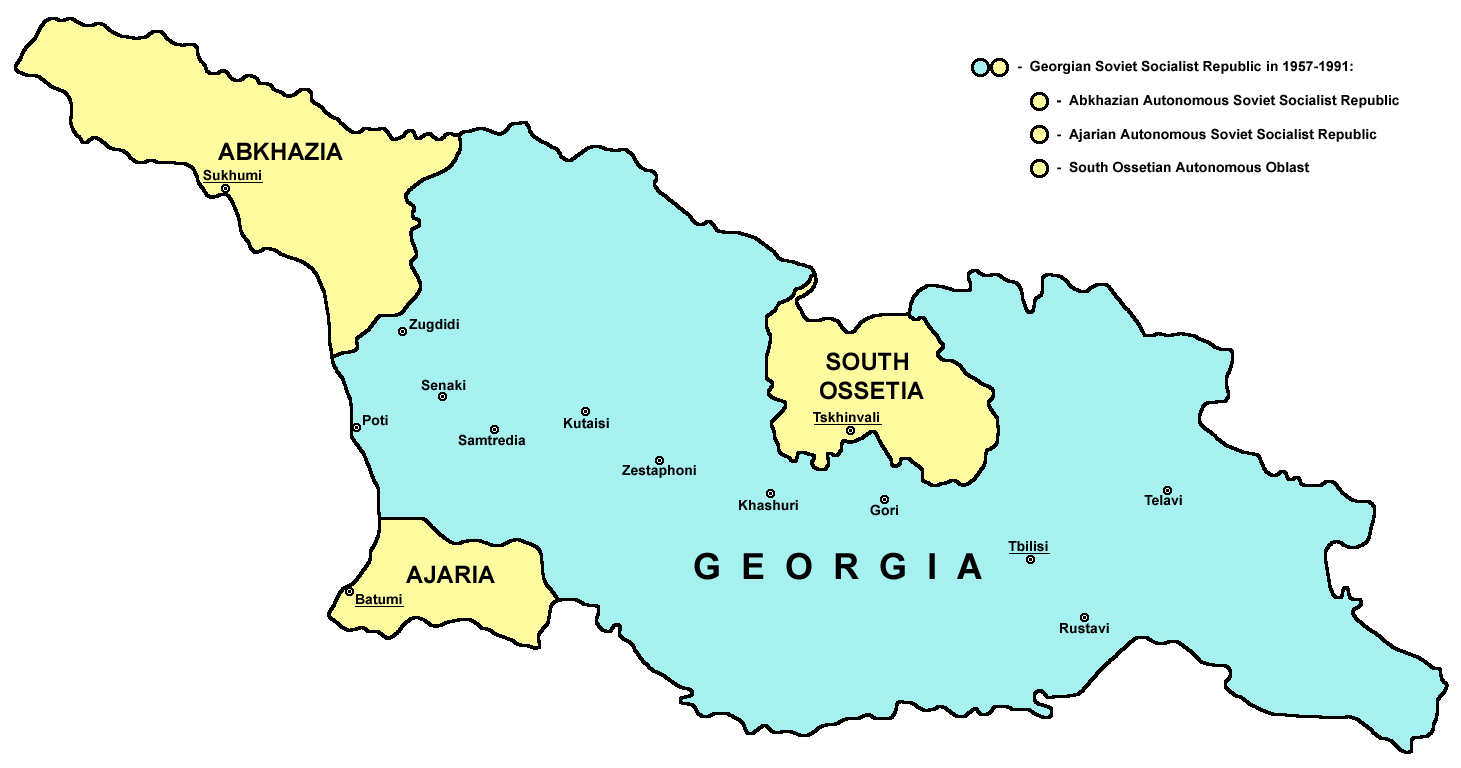
A Grúz SZSZK az Abház, Dél-Oszétiai és Adzsar Autonóm Köztársaságokkal

1922-ben Grúziából (beleértve Abháziát és Dél-Oszétiát) Örményországból és Azerbajdzsánból létrehozták a Szovjetunió egy újabb tagköztársaságát, a Kaukázusontúli Szovjet Szövetségi Szocialista Köztársaságot. A határok megállapításakor Tao-Klardzseti tartomány és Batumi tartomány egy része Törökországhoz került; ezenfelül Hereti régiót Azerbajdzsánhoz, Lorit Örményországhoz, a keleti Hevi tartomány északkeleti csücskét pedig az Szovjet-Oroszországhoz csatolták. Akárcsak az egész országban, a szovjethatalom bevezetése Grúziában is számos áldozattal járt: 1921-24 között mintegy 50 ezer főt végeztek ki vagy gyilkoltak meg. Az 1935-37-es, az 1942-es és az 1945-51-es sztálini tisztogatásoknak (amelyeket a grúz származású Lavrentyij Berija vezényelt le) összesen mintegy 150 ezer grúz esett áldozatul. A Kaukázusontúli SZSZSZK-t 1936-ban megszüntették és megalakult a Grúz Szovjet Szocialista Köztársaság. 
A második világháború során a német hadsereg egyik fő célja a kaukázusi olajmezők elérése volt. Bár a Kaukázus északi felét megszállták és kitűzték a horogkeresztes zászlót az Elbrusz csúcsára, Grúziát nem érték el. A köztársaságból mintegy 700 ezren harcoltak a Vörös Hadseregben (és felük elesett) és a háború céljaira elsősorban textilt és lőszert gyártottak. Mintegy 14 ezren (főleg emigránsok és hadifoglyok) a németek oldalán, a Grúz Légióban küzdöttek Moszkva ellen. 
Az Észak-Kaukázusban élő kisebb népeket Sztálin a németekkel való kollaborációval vádolta és elrendelte a csecsenek, ingusok, karacsajok és balkárok kitelepítését Szibériába és Közép-Ázsiába. Autonóm köztársaságaikat felszámolták, és a Grúz SZSZK 1957-ig, az intézkedés visszavonásáig megkapta ezen területek egy részét.
A háború során felkorbácsolt szovjet hazafias érzelmek feltehetően összefonódtak a grúz nemzetiségű Sztálin iránti nacionalista gondolkodással; mindenesetre amikor Nyikita Hruscsov bejelentette desztalinizációs politikáját, 1956 márciusában Tbilisziben a kommunista vezért éltető tüntetések kezdődtek, amelyek leverése során a hivatalos adatok szerint 22-en vesztették életüket. 
A Hruscsov által elindított decentralizációs programot a Grúz Kommunista Párt vezetői saját gazdagodásukra használták fel. A hivatalos, állami gazdaság mellett létrejött egy félvállalkozói árnyékgazdaság. A statisztikai adatok szerint Grúziában a legalacsonyabbak között volt a gazdaság növekedési rátája; emellett viszont igen magas volt a saját ház- és autótulajdonosok száma és a megtakarításokat illetően a grúzok a leggazdagabbak közé tartoztak a Szovjetunióban. Mindezzel együtt járt a korrupció magas szintje. Valamennyi köztársaság közül Grúziában volt a legmagasabb a főiskolát vagy szakiskolát végzettek aránya.
Az 1970-es évekre a korrupció és a feketegazdaság már botrányosan magas szintet ért el. 1972-ben üzelmei miatt nyilvánosan megbukott a kommunista párt főtitkára, Vaszil Mzsvanadze és Moszkva helyére a korrupció üldözésében korábban már érdemeket szerző addigi köztársasági belügyminisztert, Eduard Sevardnadzét állította. Sevardnadze friss lendülettel látott munkához, százával állította félre a korrupcióba keveredett hivatalnokokat.

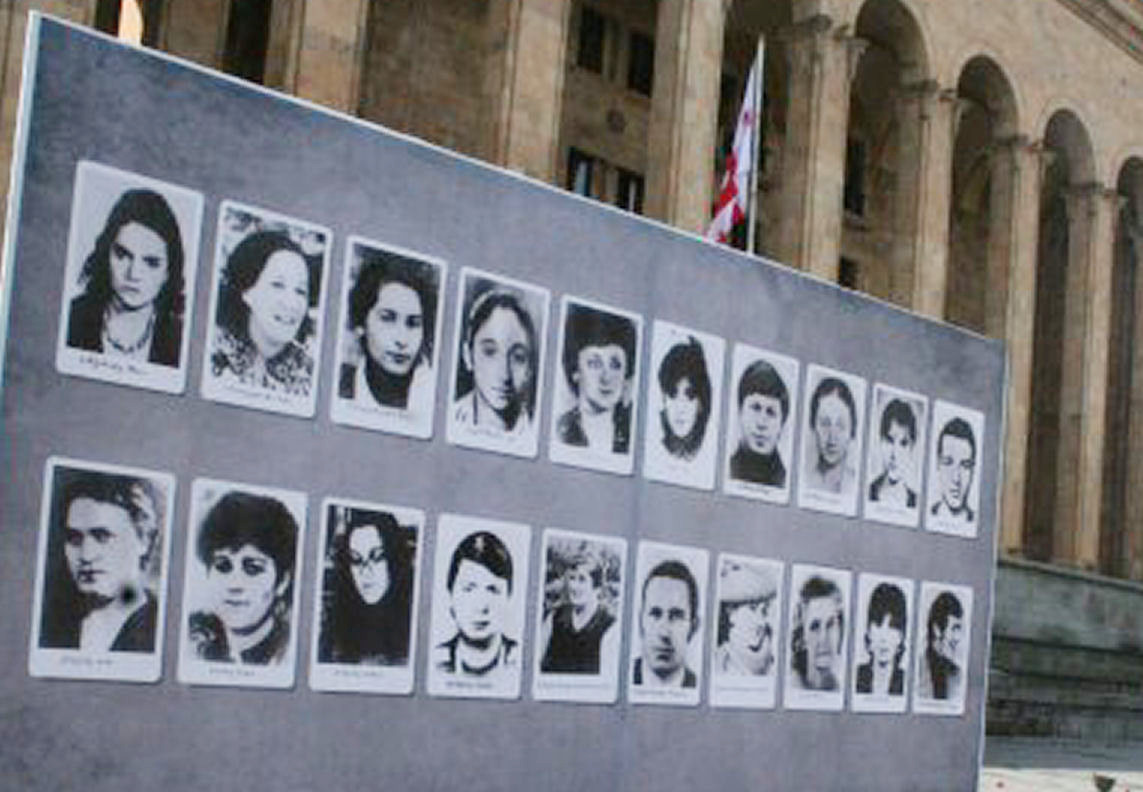
Az 1989. április 9-i tbiliszi tüntetés áldozatai

1977-ben új szovjet alkotmányt fogadtak el, és ehhez kapcsolódva módosították a Grúz SZSZK alkotmányát is. Ebben törölték azt a passzust, amely a köztársaság egyedüli államnyelveként a grúzt határozta meg. Emiatt 1978. április 14-én kb. húszezres tömegtüntetésre került sor Tbilisziben. A hadsereg felvonult a tüntetők ellen, de Sevardnadze gyorsan reagált és Moszkvával egyeztetve visszavonta az államnyelvre vonatkozó változtatást. 1990 óta április 14. a grúz nyelv napja az országban. 
Sevarnadzét Mihail Gorbacsov 1985-ben a Szovjetunió külügyminiszterévé nevezte ki, és helyét a Grúz Kommunista Párt élén a konzervatív Dzsumber Patiasvili vette át, aki nehezen tudta követni a peresztrojka politikájának új követelményeit. A 80-as évek végén a többi tagköztársasághoz hasonlóan Grúziban is megerősödött a nacionalista mozgalom és egyre erőszakosabb összetűzésekre került sor a hatóságokkal. 1989. április 9-én a hadsereg vert szét egy békés demonstrációt, amelynek során 20-an meghaltak. Az eset radikalizálta a grúz politikát, sokan - még a kommunisták között is - kezdték támogatni az ország függetlenségének gondolatát.

## A független Grúzia

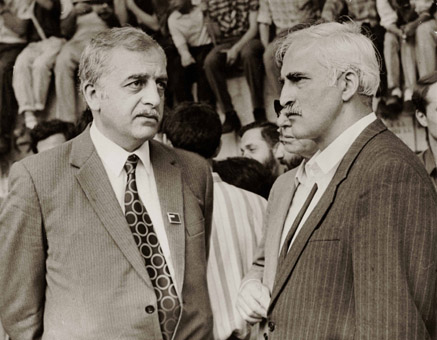
A grúz függetlenségi mozgalom vezetői: balra Zviad Gamszahurdia, jobbra Merab Kosztava (1988)

A szovjet rendszer elleni ellenállás tüntetésekben és sztrájkokban nyilvánult meg és egyre erősödött az ellenzéki mozgalom. 1990. október 28-án többpárti parlamenti (legfelsőbb tanácsi) választásokat tartottak, amelyet a Kerekasztal-Szabad Grúzia blokk nyert meg 54%-os többséggel. A kommunisták 30%-ot kaptak. A Legfelsőbb Tanács új elnöke, a régi ellenzéki Zviad Gamszahurdia 1991. március 31-re népszavazást írt ki, amelyen a szavazók 98,9%-a voksolt Grúzia függetlenségére. 1991. április 9-én kikiáltották az elszakadást a Szovjetuniótól, bár az Egyesült Államok és az európai országok nem ismerték el azonnal az ország függetlenségét. A Gamszahurdia-kormány szakítani akart a szovjet örökséggel, így az Unió felbomlása után nem csatlakozott a volt tagköztársaságokból álló Független Államok Közösségéhez. 
Gamszahurdiát 1991. május 26-án 86%-os többséggel választották meg Grúzia elnökévé. Rövidesen azonban egyre több támadás érte önkényes stílusa és a kormány hibái miatt és a nacionalisták és a reformisták koalícióba léptek ellene. A távozó szovjet hadsereg hátrahagyott fegyvereivel felszerelt paramilitáris csoportok 1991 december 22-én puccsot hajtottak végre a kormány ellen. Gamszahurdia a következő év januárjában az oroszországi Csecsenföldre menekült. 

### Sevardnadze elnöksége (1992–2003)

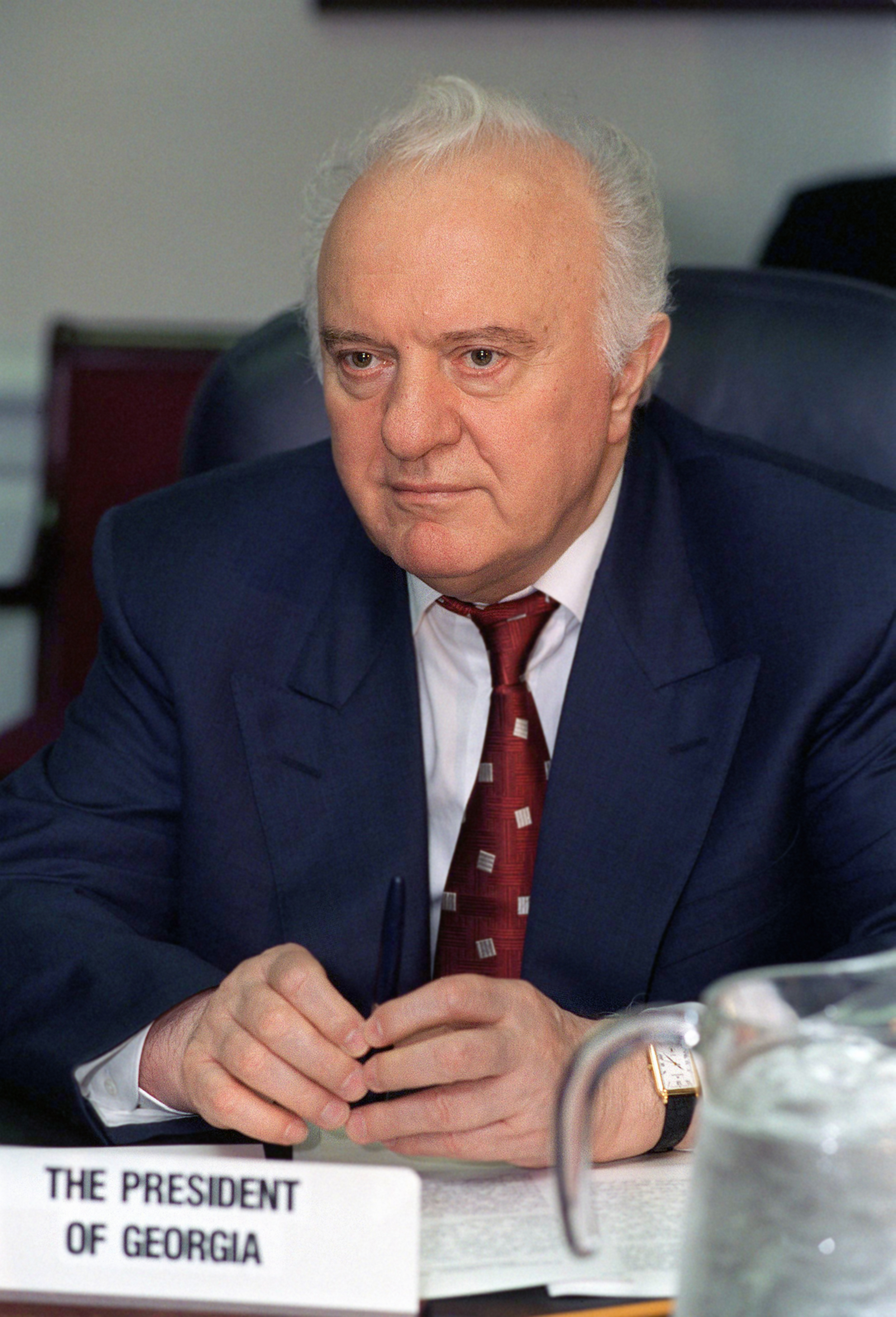
Eduard Sevardnadze

Az új kormányzat Sevardnadzét hívta meg, hogy foglalja el az államfői széket. 1992 augusztusában, miután az abháziai autonóm köztársaság szeparatistái egyre hangosabban követeltek önállóságot, a kormány a hadsereget és paramilitáris erőket küldött a mozgalom elfojtására. Az abházok Oroszország észak-kaukázusi régiójából toborzott zsoldosok és a Gudautában állomásozó orosz csapatok állítólagos segítségével szeptemberben vereséget mértek a kormányerőkre és valamennyi grúzt kiűzték Abháziából. A konfliktusban kb. 14 ezren haltak meg és 300 ezren kényszerültek elhagyni az otthonukat. 
Az etnikai konfliktusok Dél-Oszétiában is fellángoltak, de ezeket néhány száz főnyi áldozattal sikerült elfojtani és mintegy 100 ezren Oroszország észak-oszétiai autonóm köztársaságába menekültek.A délnyugat-grúziai Adzsariában 1991-ben Aszlan Abasidze jutott hatalomra, aki egészen 2004-ig a tbiliszi kormánytól függetlenül, szinte saját birtokaként kormányozta az autonóm köztársaságot.
1993. szeptember 24-én, az abháziai katonai katasztrófát követően Zviad Gamszahurdia visszatért a száműzetésből és felkelést szított a kormány ellen. Követői kihasználták a kaotikus viszonyokat és hamarosan elfoglalták egész Nyugat-Grúziát, ahol a Gamszahurdia szülőhazájának számító Mingréliában még szeparatista törekvések is kezdődtek. Az orosz, örmény és azerbajdzsáni kormány azonban Sevardnadze segítségére sietett és fegyveres segítségükkel a felkelés összeomlott, Gamszahurdia pedig 1993. december 31-én ismeretlen körülmények között meghalt. A segítségért cserébe Sevardnadze ígéretet tett, hogy csatlakozik a FÁK-hoz. 
Sevarnadze ellen háromszor kíséreltek meg merényletet, 1992-ben és 1995-ben az autóját robbantották fel, 1998-ban megpróbálták lelőni, de valamennyit túlélte. Az 1995-ös merényletért korábbi szövetségesét a paramilitáris Mhedrioni milíciát és vezetőjét, Dzsaba Ioszelianit vádolta, akit börtönbe záratott. Kormányzatát és az elnök családját egyre gyakrabban vádolták azzal, hogy maguk is belebonyolódtak azokba a korrupciós ügyekbe, amelyek évekre megbénították az ország gazdasági fejlődését. Sevardnadze az 1995-ös és 2000-es elnöki választást nagy többséggel nyerte meg, de mindkét alkalommal választási csalással vádolták. 

A Baku–Tbiliszi–Ceyhan olajvezeték

Oroszország csecsenföldi háborúja során Moszkva azzal vádolta Grúziát, hogy csecsen gerilláknak ad menedéket. További súrlódásokra adott alkalmat, amikor Sevardnadze, kiegyensúlyozandó a túlzott orosz befolyást, szorosabbra fűzte a viszonyt az Egyesült Államokkal. Grúzia jelentős amerikai pénzügyi és katonai segélyeket kapott, stratégiai partnerségi viszonyt létesített a NATO-val és kijelentette, hogy csatlakozni kíván az észak-atlanti szervezethez, valamint az Európai Unióhoz. 2002-ben az USA több száz katonai tanácsadót küldött, hogy kiképezzék a grúz hadsereget. Ezenkívül az ország részt vett a Bakuból Törökországba vezető olajvezeték építésében. 
A 2003-as parlamenti választásokon a reformista ellenzék Miheil Szaakasvili vezetésével erős koalíciót hozott létre Sevardnadze ellen. A nyilvánvaló választási csalások hatására tömegtüntetéseken (az ún. rózsás forradalommal) követelték az elnök lemondását. Sevardnadze 2003. november 23-án lemondott, a Legfelsőbb Bíróság pedig két nappal később megsemmisítette a választási eredményt.

### Szaakasvili elnöksége (2004–2013)

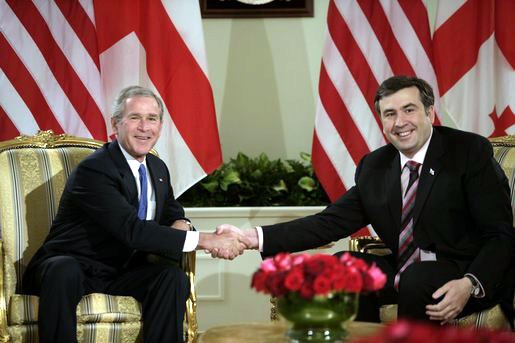
Miheil Szaakasvili és George W. Bush

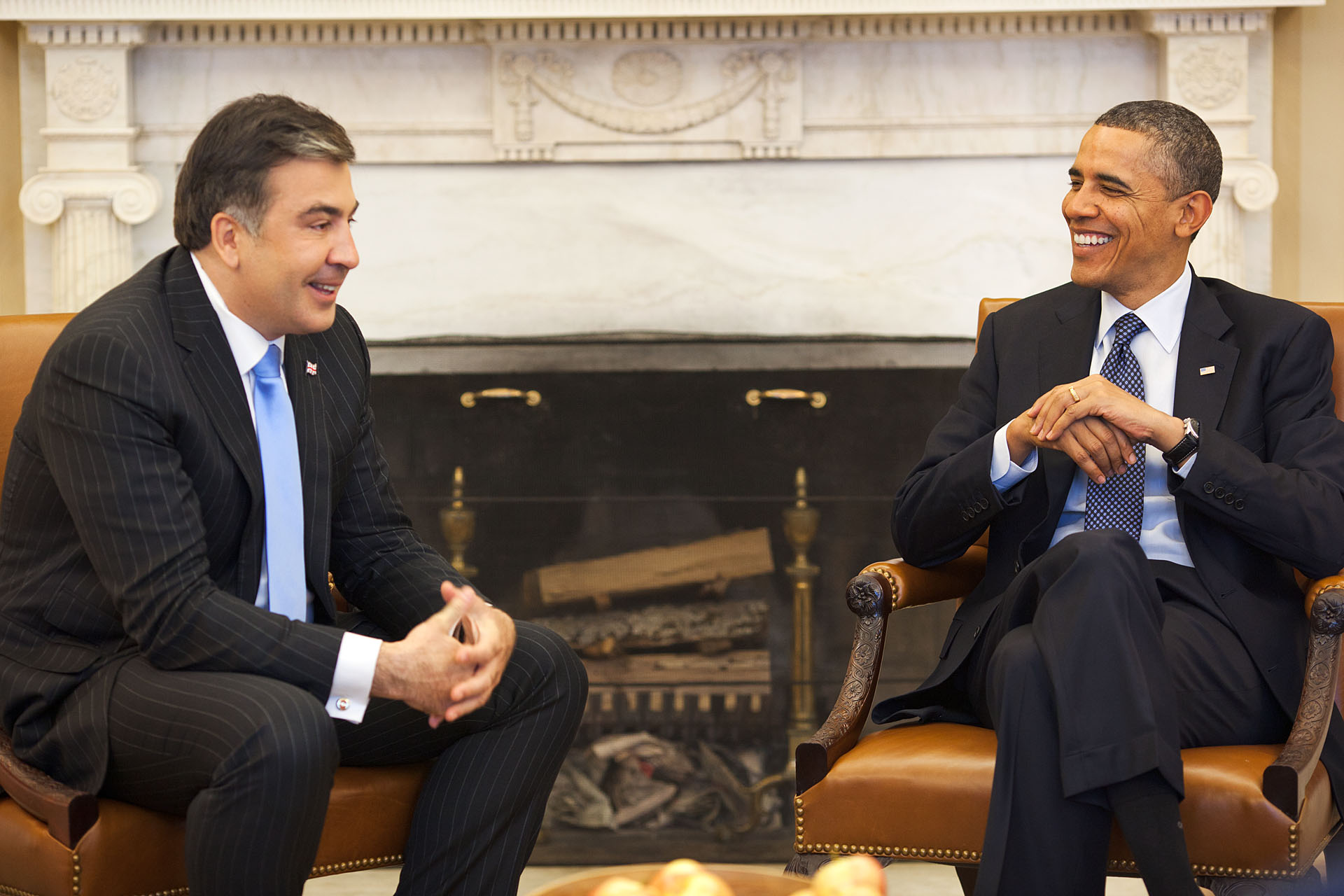
Szaakasvili és Barack Obama

A 2008-as grúz–orosz háború

2004. januárjában az elnökválasztáson Miheil Szaakasvili 96%-os aránnyal nyert, pártja, az Egységes Nemzeti Mozgalom pedig a márciusban megismételt parlamenti választáson a szavazatok 67%-át szerezte meg. 
A rózsás forradalom győzelme mind odahaza, mind külföldön nagy reményeket keltett. Az új kormányzattól azt várták, hogy demokratikus módon fogja vezetni az országot, hogy véget vet a korrupciónak és visszaállítja a grúz kormány ellenőrzését az ország egész területén. Az Abháziából és Dél-Oszétiából elmenekült több mint 230 ezer ember segélyezése hatalmas terhet jelentett a költségvetésnek és az autonóm köztársaságok orosz és ENSZ-katonák által felügyelt békéje instabilnak látszott. 
Az új parlament több hatalmat koncentrált az elnök kezében, hogy könnyebben intézkedhessen az elvárások teljesítése során. Szaakasvili kezdetben jelentős eredményeket ért el a kormányzat hatékonyságának javításában és a korrupció visszaszorításában. Az ország 2004-ben még a 133. helyen szerepelt a korrupciós index szerinti listán, míg 2012-re az 51. helyre emelkedett, amivel több európai uniós országot is megelőzött.
A forradalom után Szaakasvili több beleszólást kért Adzsaria kormányzásába, amit Aszlan Abasidze elutasított. A konfliktus gyorsan elmérgesedett, mindkét fél mozgósította a hadsereget és újabb háborús fenyegetett, de a tömegtüntetések hatására Abasidze elmenekült az országból. 
Az Oroszországgal való viszony is kiélesedett. Moszkva két katonai bázist is fenntartott a szakadár autonóm köztársaságokban, amelyek szeparatista kormányait politikailag, gazdaságilag és katonailag is támogatta. 2004 augusztusában kisebb összecsapásokra került sor Dél-Oszétiában.
A NATO iránt elkötelezett grúz kormány ígéretet tett, hogy 850 katonát küld Irakba, az ENSZ-misszió védelmére. Szaakasvili népszerűsége közben drámaian lecsökkent, mert a gazdasági helyzet nem javult, magas volt a munkanélküliség, a nyugdíjak alacsonyak maradtak és a szakadár köztársaságokkal sem történt előrelépés. 2006-ban a grúzok letartóztattak négy orosz tisztet, akiket kémkedéssel vádoltak. 2007-ben 50-100 ezres tüntetéseken tiltakoztak a kormány ellen és állítólag orosz repülőgépek többször megsértették Grúzia légterét. A tüntetések hatására Szaakasvili liberális gazdasági reformokat léptetett életbe, drasztikusan csökkentették a jövedelemadó mértékét (12%), valamint a vállalkozási adót és a vámokat; ezenkívül visszafogták a munkavállalók jogait.  
Szaakasvili a 2008 januárjában tartott elnökválasztást 53,7%-kal ismét megnyerte, bár ellenfelei csalással vádolták. 
2008 augusztus 1-én Dél-Oszétia határvidékéről tüzérségi tüzet nyitottak grúz falvakra. Válaszul augusztus 7-én a grúz hadsereg benyomult Dél-Oszétiába. A konfliktusba azonnal beavatkoztak az orosz csapatok és néhány nap alatt kiszorították a grúzokat, valamint Abháziából is benyomultak az ország területére. A háborút öt nap múlva, augusztus 12-én a franciák által közvetített tűzszünet zárta. Abházia és Dél-Oszétia kikiáltotta a függetlenségét, de Oroszországon kívül csak Nicaragua, Venezuela és Nauru ismeri el őket. Az orosz-grúz viszony azóta is feszült.

### Margvelasvili elnöksége (2013–)
A 2012-es parlamenti választást Szaakasvili pártja elvesztette, a 2013 őszén megtartott elnöki választáson pedig Giorgi Margvelasvili győzött 62%-kal. Az új kormányzat módosította az alkotmányt és számos jogkört az elnöktől a miniszterelnökhöz helyezett át. Margvelasvili nem költözött be az elődje (aki hamarosan elhagyta Grúziát és később Ukrajnában az Odesszai terület igazgatását bízták rá) által építtetett fényűző elnöki palotába, csak időnként használta reprezentációs célokra.

## Fordítás
- Ez a szócikk részben vagy egészben  a   History of Georgia (country) című angol Wikipédia-szócikk ezen változatának fordításán alapul.  Az eredeti cikk szerkesztőit annak laptörténete sorolja fel. Ez a jelzés csupán a megfogalmazás eredetét és a szerzői jogokat jelzi, nem szolgál a cikkben szereplő információk forrásmegjelöléseként.